# ピッチ走法
ピッチ走法（ピッチそうほう）とは、身長や速度と比較して小さい歩幅で脚の回転を速くする走法。
歩幅を大きくとるストライド走法よりも足の着地時の衝撃が小さいとされている。ただし、両者の間に厳密な区別はなく、中間的な走法をとる選手も多い。

## ピッチ走法を使う選手
- 宗猛
- 瀬古利彦
- 谷口浩美
- キャサリン・ヌデレバ
- 高橋尚子
- マイケル・ジョンソン
- 小池祐貴
- 土江寛裕
- 坂井隆一郎

## 競馬におけるピッチ走法
競馬の世界においても、一完歩（歩幅）が狭く足の回転の速い走りをする馬についてピッチ走法であると言われる。一般にピッチ走法の馬はダートコース・小回りコース・短距離に強いと言われる。

### ピッチ走法の競走馬
- アストンマーチャン
- ブロードアピール
- ドリームジャーニー
- タイキシャトル